# Étienne Charles de Damas

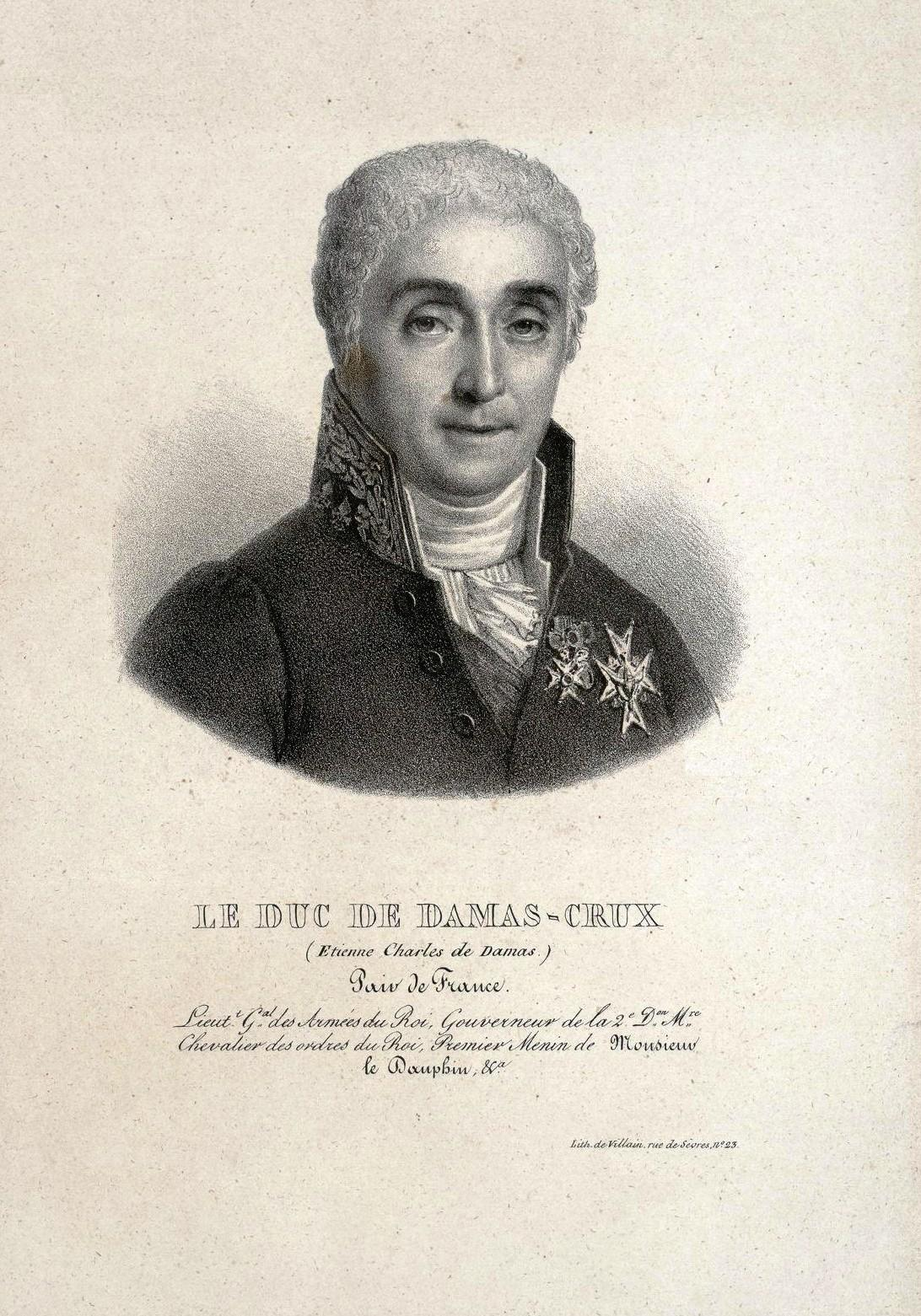
Étienne Charles de Damas, Pair von Frankreich

Étienne Charles de Damas (* 19. Februar 1754 auf Schloss Crux, Crux-la-Ville (heutiges Département Nièvre); † 30. Mai 1846 in Paris) war Chevalier, dann Herzog von Damas-Crux und französischer Lieutenant-général. Er war ein Verwandter des französischen Generals François-Étienne Damas.

## Leben
Damas kämpfte er als Hauptmann in Ostindien gegen die Britische Ostindien-Kompanie und geriet dort auch in Gefangenschaft. Einige Zeit später kam er bei einem Gefangenenaustausch frei und erhielt anschließend den Befehl über ein Infanterieregiment erhielt. Während der Französischen Revolution nahm 1792 er in der royalistischen Armee 1792 am Ersten Koalitionskrieg teil, und 1794 bildete er in England und Holland eine Legion, die jedoch bei Quiberon (Département Morbihan) vernichtet wurde.
Im Range eines Maréchal de camp begleitete er den Herzog von Angoulême auf dessen Reisen und erhielt nach der ersten Restauration den Titel eines Lieutenant-général, nach der zweiten das Kommando einer Militärdivision, die Pairswürde und den Herzogstitel.
Als Damas 1830 anlässlich der Julirevolution den Treueeid verweigerte, wurde ihm die Pairswürde wieder aberkannt. Er zog sich zurück und lebte bis an sein Lebensende auf seinem Schloss bei Menou im Département Nièvre. Im Alter von über 92 Jahren starb Étienne Charles de Damas am 30. Mai 1846 in Paris.

## Ehrungen
- Offizier der Ehrenlegion
- Ritter des Malteserordens
- Ritter des Ordens vom heiligen Geist
- Ordre royal et militaire de Saint-Louis

Dieser Artikel basiert auf einem gemeinfreien Text aus Meyers Konversations-Lexikon, 4. Auflage von 1888 bis 1890.
| Personendaten    | Personendaten                                                             |
| ---------------- | ------------------------------------------------------------------------- |
| NAME             | Damas, Étienne Charles                                                    |
| KURZBESCHREIBUNG | Chevalier, später Herzog von Damas-Crux und französischer Generalleutnant |
| GEBURTSDATUM     | 19. Februar 1754                                                          |
| GEBURTSORT       | Crux-la-Ville, Schloss Crux                                               |
| STERBEDATUM      | 30. Mai 1846                                                              |
| STERBEORT        | Paris                                                                     |